# Florence Kiplagat

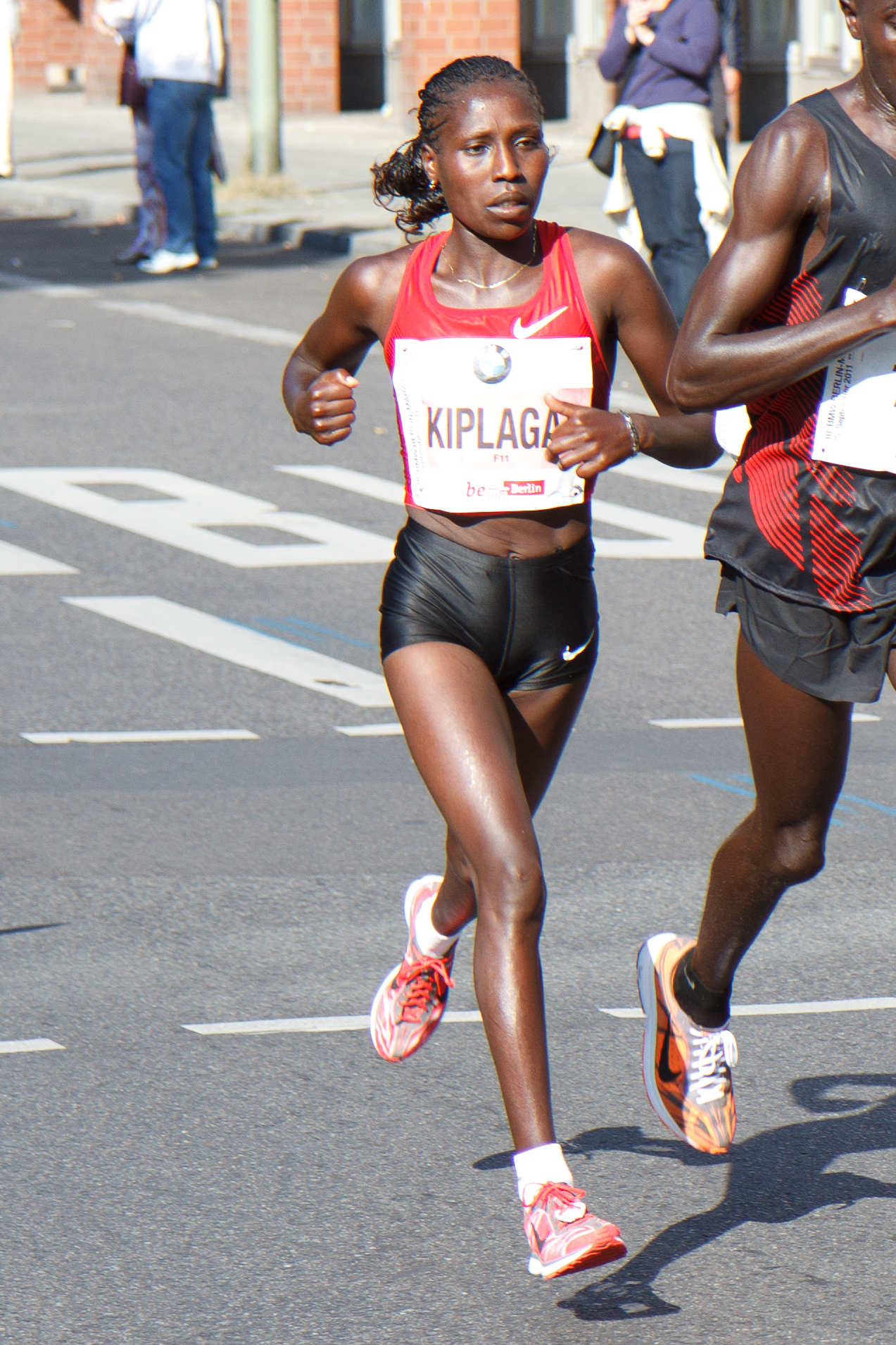
Florence Kiplagat beim Berlin-Marathon 2011

Florence Jebet Kiplagat (* 27. Februar 1987 in Kapkitony, Distrikt Keiyo) ist eine kenianische Langstreckenläuferin.

## Leben
Sie begann nach der Mittelschule mit dem Laufen in der Hoffnung, ein Stipendium für die Vereinigten Staaten zu bekommen. Dieses kam zwar nicht zustande, dafür aber wurde sie für die Leichtathletik-Juniorenweltmeisterschaften 2006 in Peking nominiert, wo sie Silber im 5000-Meter-Lauf gewann.
Im Jahr darauf wurde sie bei den Crosslauf-Weltmeisterschaften in Mombasa Fünfte und gewann mit dem kenianischen Team die Silbermedaille. Aus einer erfolgreichen Bahnsaison, in der sie ihre 5000-Meter-Zeit auf 14:40,74 min verbesserte, zog sie sich wegen einer Schwangerschaft zurück. Nachdem sie im März 2008 eine Tochter zur Welt gebracht hatte, meldete sie sich in der Crosslauf-Saison 2008/09 zurück. Einem Sieg beim kenianischen Ausscheidungsrennen für die Weltmeisterschaften folgte die Goldmedaille bei den Crosslauf-Weltmeisterschaften in Amman, wo sie sich am letzten Anstieg gegen ihre Landsfrau Linet Chepkwemoi Masai durchsetzte. Bei den Leichtathletik-Weltmeisterschaften in Berlin wurde sie Zwölfte im 10.000-Meter-Lauf.
2010 gewann sie bei ihrem Debüt über diese Distanz den Lille-Halbmarathon. Gut einen Monat später errang sie den Titel bei den Halbmarathon-Weltmeisterschaften in Nanning 2011 startete sie beim Boston-Marathon erstmals über die 42,195-km-Distanz, musste aber aufgeben. Nach Triumphen beim Sapporo-Halbmarathon und dem Halbmarathon Kärnten läuft lief sie beim Berlin-Marathon einen Start-Ziel-Sieg heraus und bezwang dabei Irina Mikitenko und Weltrekordhalterin Paula Radcliffe.
2013 gewann sie in 2:21:13 h zum zweiten Mal nach 2011 den Berlin-Marathon. Am 16. Februar 2014 gelang Kiplagat der bisher größte Erfolg, als sie beim Barcelona-Halbmarathon in 1:05:12 h, den bisherigen Halbmarathon-Weltrekord um 38 Sekunden verbesserte.
Am 11. Oktober 2015 gewann sie den Chicago-Marathon in 2:23:33 h.
Florence Kiplagat ist 1,55 m groß und wiegt 42 kg. Sie ist seit 2007 mit ihrem Läuferkollegen Moses Cheruiyot Mosop verheiratet. Sie ist seit 2007 bei der kenianischen Polizei angestellt und wechselte 2008 zu Manager Gianni Demadonna und Trainer Renato Canova, nachdem sie zuvor von Jos Hermens’ Firma Global Sports betreut worden war. Ihr Onkel William Kiplagat ist ein erfolgreicher Marathonläufer.

## Erfolge
| Datum         | Veranstaltung                         | Ort                      | Disziplin    | Zeit (h)   | Platz |
| ------------- | ------------------------------------- | ------------------------ | ------------ | ---------- | ----- |
| 24. März 2007 | Crosslauf-Weltmeisterschaften 2007    | Mombasa                  | 8 Kilometer  | 0:27:26    | 5     |
| 28. März 2009 | Crosslauf-Weltmeisterschaften 2009    | Amman                    | 8 Kilometer  | 0:26:13    | 1     |
| 4. Sep. 2010  | Lille-Halbmarathon                    | Lille                    | Halbmarathon | 1:07:40    | 1     |
| 16. Okt. 2010 | Halbmarathon-Weltmeisterschaften 2010 | Nanning                  | Halbmarathon | 1:08:24    | 1     |
| 21. Aug. 2011 | Kärnten läuft                         | Klagenfurt am Wörthersee | Halbmarathon | 1:08:02    | 1     |
| 25. Sep. 2011 | Berlin-Marathon 2011                  | Berlin                   | Marathon     | 2:19:44    | 1     |
| 26. Feb. 2012 | Roma – Ostia                          | Rom & Ostia (Rom)        | Halbmarathon | 1:06:38    | 1     |
| 22. Apr. 2012 | London-Marathon 2012                  | London                   | Marathon     | 2:20:57    | 4     |
| 15. Feb. 2013 | RAK-Halbmarathon                      | Ra’s al-Chaima           | Halbmarathon | 1:07:13    | 5     |
| 29. Sep. 2013 | Berlin-Marathon 2013                  | Berlin                   | Marathon     | 2:21:13    | 1     |
| 16. Feb. 2014 | Barcelona-Halbmarathon                | Barcelona                | Halbmarathon | 1:05:12 WR | 1     |
| 13. Apr. 2014 | London-Marathon 2014                  | London                   | Marathon     | 2:20:24    | 2     |
| 15. Feb. 2015 | Barcelona-Halbmarathon                | Barcelona                | Halbmarathon | 1:05:09 WR | 1     |
| 11. Okt. 2015 | Chicago-Marathon 2015                 | Chicago                  | Marathon     | 2:23:33    | 1     |
| 14. Feb. 2016 | Barcelona-Halbmarathon                | Barcelona                | Halbmarathon | 1:09:19    | 1     |
| 24. Apr. 2016 | London-Marathon 2016                  | London                   | Marathon     | 2:23:39    | 3     |
| 9. Okt. 2016  | Chicago-Marathon 2016                 | Chicago                  | Marathon     | 2:21:23    | 1     |

## Persönliche Bestzeiten
- 1500 m: 4:09,0 min, 16. Juni 2007, Nairobi
- 3000 m: 8:40,72 min, 8. Juli 2010, Lausanne
- 5000 m: 14:40,14 min, 3. Juni 2009, Oslo
- 10.000 m: 30:11,53 min, 14. Juni 2009, Utrecht  (kenianischer Rekord)
- 10-km-Straßenlauf: 31:02 min, 15. Februar 2015, Barcelona (Zwischenzeit)
- 15-km-Straßenlauf: 46:14 min, 15. Februar 2015, Barcelona (Zwischenzeit)
- 20-km-Straßenlauf: 1:01:54 h, 15. Februar 2015, Barcelona (Zwischenzeit)
- Halbmarathon: 1:05:09 h, 15. Februar 2015, Barcelona
- 25-km-Straßenlauf: 1:22:56 h, 29. September 2013, Berlin
- 30-km-Straßenlauf: 1:39:11 h, 13. April 2014, London
- Marathon: 2:19:44 h, 25. September 2011, Berlin